# استكشاف القطب الشمالي

خريطة للقطب الشمالي.

استكشاف القطب الشمالي هو الاستكشاف المادي لمنطقة القطب الشمالي للأرض. وهو يشير إلى الفترة التاريخية أثناء استكشاف الجنس البشري لمنطقة القطبية الشمالية. وتشير السجلات التاريخية إلى أن الجنس البشري قد استكشفت النهايات الشمالية منذ 325 قبل الميلاد، عندما بلغ بحار اليونانية القديمة بيتيس بحار المجمدة أثناء محاولة العثور على مصدر لمعدن القصدير. لكن خطر المحيطات وسوء الأحوال الجوية كثيرا ما صعبت على المستكشفون الذين حاولوا الوصول إلى المناطق القطبية.

## اليونان القديمة
يعتقد بعض الباحثين أن المحاولات الأولى لاستكشاف الدائرة القطبية تعود إلى عصر اليونان القديمة والبَحّار بيثياس، وهو أحد المعاصرين لأرسطو والإسكندر الأكبر، الذي حاول إيجاد مصدر للقصدير الذي وصل إلى مستعمرة ماسيلا (مرسيليا حاليًا) اليونانية من حين لآخر على ساحل البحر الأبيض المتوسط. أبحر متجاوزًا أعمدة هرقل، ووصل إلى بروتاني ثم إلى مقاطعة كورنوال، مُبحرًا في النهاية حول الجزر البريطانية. سمع أخبارًا من السكان المحليين عن أرض ثولي الغامضة، في أقصى الشمال. بعد سبعة أيام من الإبحار، وصل إلى أرضٍ على حافة بحر متجمد (وصفها بأنها «مجوّفة»)، وتحدث عمّا يُعتقد أنه الشفق وشمس منتصف الليل. يقول بعض المؤرخين إن أرض ثولي الجديدة كانت إما الساحل النرويجي أو جزر شيتلاند اعتمادًا على توصيفاته وعلى الطرق التجارية للبحارين البريطانيين الأوائل. في حين لا يعرف أحد كم أبحر بيثياس بالضبط، فربما قد عبر الدائرة القطبية الشمالية. على الرغم من ذلك، اعتبرت السلطات اليونانية والرومانية لاحقًا حكاياته خيالية مثل عالم الجغرافيا ستاربو.

## العصور الوسطى

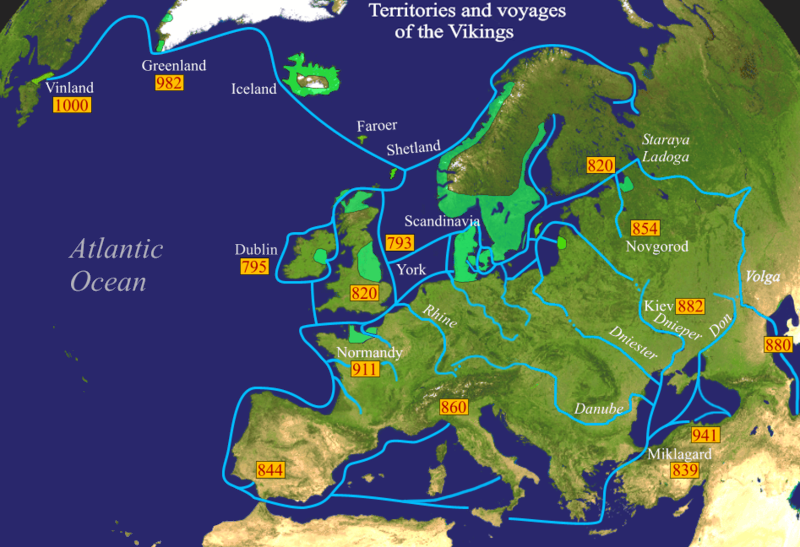
وصول المستكشفون الفايكنغ إلى البحر الأبيض والغرينلاند وأمريكا الشمالية.

كان غاردار سفافارسون أول فايكينغ يُبصر آيسلندا، والذي قد أضاع طريقه بسبب الظروف القاسية عندما أبحر من النرويج إلى جزر فارو. أدى ذلك بسرعة إلى موجة من إنشاء المستعمرات. لم تنجح محاولات جميع المستوطنين في الوصول إلى الجزيرة. في القرن العاشر، ضاع كنبيورن ألفسون في عاصفة وانتهى به المطاف على مرأى من ساحل غرينلاند. دفع تقريره إريك الأحمر، وهو زعيم غير شرعي، لإقامة مستوطنة هناك في عام 985. في حين ازدهرت هذه المستوطنات في البداية، فقد انهارت أخيرًا بسبب الظروف المناخية المتغيرة. يُعتقد أنهم استطاعوا البقاء فيها حتى عام 1450 تقريبًا.
أبحر مستوطنو غرينلاند الأوائل باتجاه الغرب، وذلك بحثًا عن أراضٍ أفضل للمرعى والصيد. يناقش الباحثون المعاصرون الموقع الدقيق لأراضيهم الجديدة التي اكتشفوها في فينلاند وماركلاند وهيلولاند.
توغلت الشعوب الإسكندنافية أيضًا في شبه الجزيرة الخاصة بهم عن طريق البر والبحر. في وقت مبكر من عام 880، دار الفايكينغ أوثير الهالغولاندي شبه الجزيرة الإسكندنافية وأبحر إلى شبه جزيرة كولا والبحر الأبيض. في عام 1533، أسس الرهبان الروس دير بيتشينيغا في شمال شبه جزيرة كولا؛ من قاعدتهم في كولا، استكشف البوموريون منطقة بارنتس، وسبيتسبرغن، ونوفايا زيمليا؛ جميعها تقع في دائرة القطب الشمالي. استكشفوا أيضًا الشمال عن طريق القوارب، مكتشفين بذلك طريق البحر الشمالي، بالإضافة إلى دخولهم للمناطق العابرة لجبال الأورال في شمال سيبيريا. أسسوا عندها مستوطنة مانغازيا شرق شبه جزيرة يامال في بداية القرن السادس عشر. في عام 1648، فتح القوزاقي سيميون ديزهنيوف مضيق بيرنغ الشهير حاليًا بين أمريكا وآسيا. كان المستوطنون والتجار الروس، البوموريون، على سواحل البحر الأبيض يستكشفون أجزاءً من الممر الشمالي الشرقي اعتبارًا من القرن الحادي عشر. بحلول القرن السابع عشر، أنشؤوا طريقًا بحريًا مستمرًا من أرخانغلسك إلى أقصى الشرق حتى مصب نهر ينيسي. كان هذا الطريق دليلًا مبكرًا على طريق البحر الشمالي، وعُرف باسم طريق مانغازيا البحري تيمنًا باسم محطته الشرقية الأخيرة، المحطة التجارية لمانغازيا.